# 越坂峠

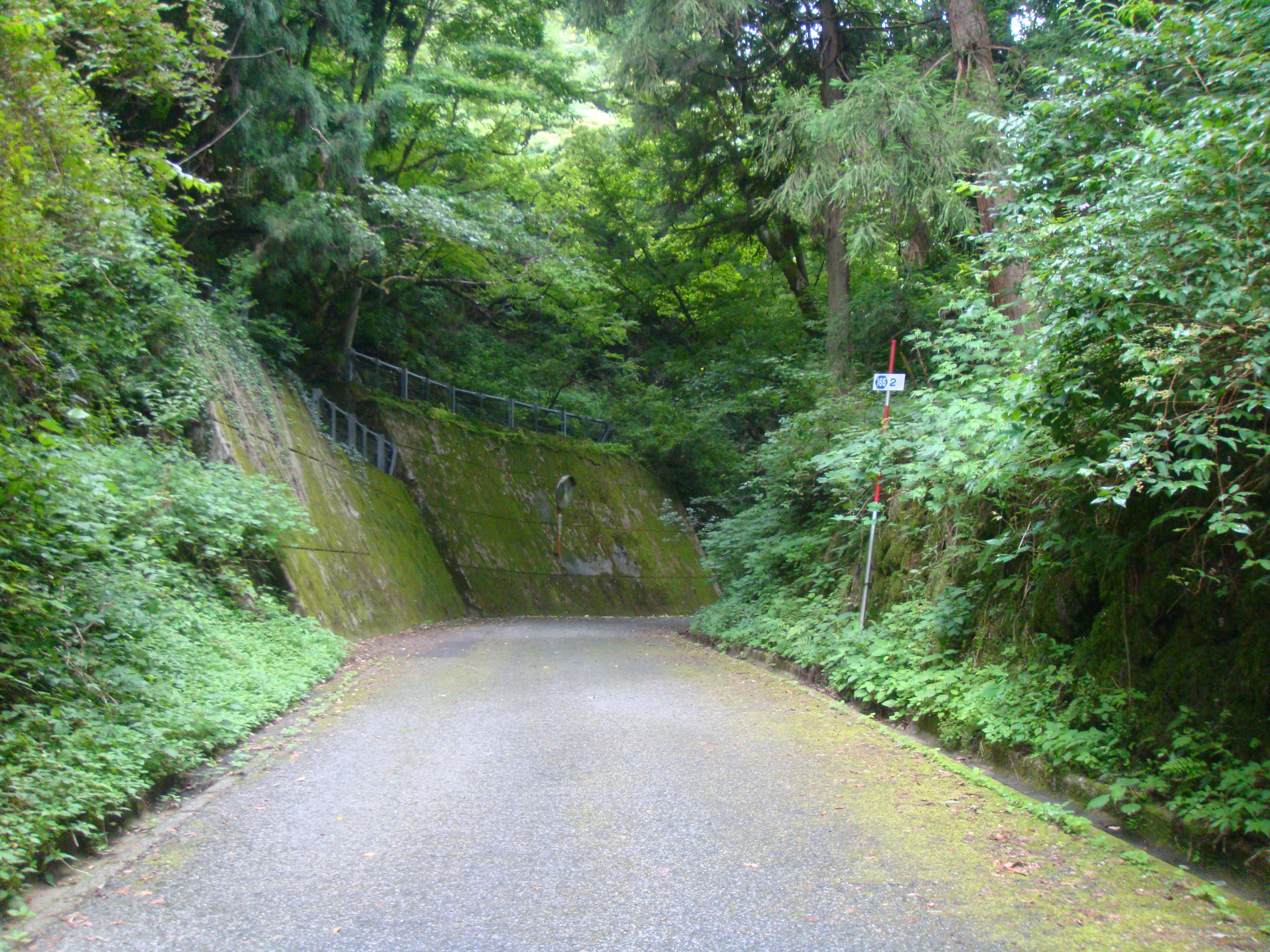
永平寺町松岡吉野から同町諏訪間を望む（2011年（平成23年）撮影）

越坂峠（こえさかとうげ）は、福井県吉田郡永平寺町内にある峠である。

## 概要
標高202mの福井県道165号上にある峠である。平成の大合併以前は福井県吉田郡松岡町と同郡永平寺町を隔てていた。もとは国道416号がこの路線に指定されていたが、中部縦貫自動車道の整備により吉野堺バイパスが部分開通し、この越坂峠の区間は越坂トンネルが貫通し、一般県道に降格となった経緯がある。古くは永平寺の参道としての歴史を持ち、多くの修験者がこの峠を越えて大本山へと向かった。現在でも石地蔵や道元所縁の道との立札が立っており、永平寺と深い関わりのある峠である。

## 道路状況
全線舗装された峠であり、普通車でも問題なく通行できる。しかし秋になると落ち葉が積もり、非常にスリップしやすい状況になる。また昼間でも薄暗くさらにブラインドカーブが多く、道路も1.5車線程度の狭路が続く。しかし交通量は少ないため離合する機会はほとんどない。

## 峠へのアクセス
- 高速道路

北陸自動車道福井北IC - 国道416号吉野堺バイパス（中部縦貫自動車道） ― 福井県道165号 ― 越坂峠 ― 国道364号 ― 永平寺
- 福井市より

国道8号 ― 国道416号吉野堺バイパス（中部縦貫自動車道） ― 福井県道165号 ― 越坂峠 ― 国道364号 ― 永平寺